# Vojaška operacija
Operacija v vojaškem žargonu označuje skupek vseh vojaških postopkov, ki se sprožijo za izvršitev danega cilja.

## Delitev vojaških operacij

### glede na namembnost
- ofenzivne
- defenzivne/obrambe

### glede na ozemlje
- kopenske
- pomorske
- zračne
- kombinirane

## Vrste vojaških operacij
- desant
- invazija
- izkrcanje

## Seznam
- seznam vojaških operacij